# Violeta Szekely
Violeta Szekely, Beclea de nascimento (Dolheştii Mari, distrito de Suceava, 26 de março de 1965) é um antiga atleta romena, especialista em corridas de meio-fundo. Ganhou a medalha de prata nos 1500 metros dos Jogos Olímpicos de 2000 e foi vice-campeã mundial nos Campeonatos Mundiais de 2001, na mesma distância.

## Melhores marcas pessoais[1]

### Outdoor
| Prova       | Data                 | Local               | Marca     |
| ----------- | -------------------- | ------------------- | --------- |
| 800 metros  | 19 de julho de 1989  | Pescara, Itália     | 1:58.94 m |
| 1000 metros | 8 de julho de 2000   | Nice, França        | 2:37.22 m |
| 1500 metros | 18 de agosto de 2000 | Monte Carlo, Mónaco | 3:58.29 m |
| Milha       | 9 de junho de 1993   | Roma, Itália        | 4:21.69 m |

### Indoor
| Prova       | Data                    | Local                   | Marca     |
| ----------- | ----------------------- | ----------------------- | --------- |
| 800 metros  | 6 de fevereiro de 1994  | Grenoble, França        | 1:59.30 m |
| 1000 metros | 15 de fevereiro de 1995 | Erfurt, Alemanha        | 2:34.89 m |
| 1500 metros | 15 de fevereiro de 2001 | Estocolmo, Suécia       | 4:03.61 m |
| 2000 metros | 13 de fevereiro de 2000 | Liévin, França          | 5:39.36 m |
| 3000 metros | 18 de fevereiro de 2001 | Birmingham, Reino Unido | 8:46.39 m |